# Sigurd Monssen
Sigurd Monssen, né le 10 octobre 1902 et mort le 7 novembre 1990, est un rameur d'aviron norvégien.

## Palmarès

### Jeux olympiques
- Londres 1948
  -  Médaille de bronze en huite de pointe avec barreur[1]